# Plectris pilosula
Plectris pilosula är en skalbaggsart som beskrevs av Moser 1921. Plectris pilosula ingår i släktet Plectris och familjen Melolonthidae. Inga underarter finns listade i Catalogue of Life.